# Nellieburg
Nellieburg és una concentració de població designada pel cens dels Estats Units a l'estat de Mississipi. Segons el cens del 2000 tenia 1.354 habitants.

## Demografia
Segons el cens del 2000, Nellieburg tenia 1.354 habitants, 561 habitatges, i 407 famílies. La densitat de població era de 40,1 habitants per km².
Dels 561 habitatges en un 29,8% hi vivien nens de menys de 18 anys, en un 61,3% hi vivien parelles casades, en un 8,4% dones solteres, i en un 27,3% no eren unitats familiars. En el 23,5% dels habitatges hi vivien persones soles el 9,3% de les quals corresponia a persones de 65 anys o més que vivien soles. El nombre mitjà de persones vivint en cada habitatge era de 2,41 i el nombre mitjà de persones que vivien en cada família era de 2,86.
Per edats la població es repartia de la següent manera: un 21,9% tenia menys de 18 anys, un 8,3% entre 18 i 24, un 26,2% entre 25 i 44, un 29,2% de 45 a 60 i un 14,3% 65 anys o més.
L'edat mediana era de 41 anys. Per cada 100 dones de 18 o més anys hi havia 98,9 homes.
La renda mediana per habitatge era de 38.553 $ i la renda mediana per família de 48.816 $. Els homes tenien una renda mediana de 35.479 $ mentre que les dones 30.972 $. La renda per capita de la població era de 18.266 $. Entorn de l'11,4% de les famílies i el 14,1% de la població estaven per davall del llindar de pobresa.

## Poblacions més properes
El següent diagrama mostra les poblacions més properes.